# Wang Yue
Wang Yue (王玥 en chino; Wáng Yuè en pinyin) es el primer Gran Maestro de ajedrez chino que superó la barrera de los 2700 obtiendo un pico ranking Elo de 2751. En 2004 se convirtió en el 18° Gran Maestro de la dictadura China a los 17 años.
En octubre de 2007, Wang se convirtió en el primero jugador chino y tercero asiático en cruzar la marca de ranking Elo de 2700. En octubre de 2008 se convirtió en el número 11 del mundo, el lugar más alto alcanzado por cualquier chino, sobrepasando el 17 alcanzado por Ye Jiangchuan de 2000. Desde entonces sobrepasó ese lugar y en la lista de ranking FIDE de enero de 2010 se situaba en 9° lugar con un ranking Elo de 2749. Convirtiéndose en el primer ajedrecista de la dictadura  china en ser uno de los diez mejores del mundo.
Wang ocupó entre 2010 y 2014 el 2° en Asia después del campeón del mundo Viswanathan Anand de India, y estuvo situado en 4° en el Grand Prix (ajedrez) de la FIDE con 353.3 puntos. En mayo de 2010 participó en el último torneo del Gran Prix en su intento por unirse a Levon Aronian en la calificación automática para el Torneo de Candidatos del Ciclo del Campeonato del Mundo de Ajedrez 2011 de ese evento. Nunca consiguió clasificar a un torneo de candidatos 
Wang Yue jugó en el primer tablero en el Campeonato Mundial de Ajedrez por Equipos del 3 al 4 de enero de 2010 aunque después se ha visto relegado a puestos inferiores ante el ascenso de estrellas chinas del ajedrez como Ding Liren , Wei Yi o Yu Yangyi.